# Ball Range
Ball Range este un lanț muntos care face parte din cumpăna apelor nord-americane (engl.: Continental Divide) ce se întinde între Pasul Vermilion și Pasul Red Earth, fiind situat în Parcul Național Kootenay, din Canada.
Lanțul muntos Ball Range este numit după John Ball, un politician care a contribuit la finanțarea expediției Palliser.
Lanțul se întinde pe 465 km², măsurat de la nord la sud are 35 km și 26 km de la est la vest 

## Vârfuri
| Munte / Vârf    | metri | picioare |
| --------------- | ----- | -------- |
| Mount Ball      | 3,311 | 10,863   |
| Stanley Peak    | 3,155 | 10,352   |
| Beatrice Peak   | 3,125 | 10,253   |
| Storm Mountain  | 3,100 | 10,171   |
| Isabelle Peak   | 2,926 | 9,600    |
| Haiduk Peak     | 2,795 | 9,581    |
| Copper Mountain | 2,920 | 9,170    |